# Портрет леди Мье
Портрет леди Мье (англ. Portrait of Lady Meux) — название, данное нескольким портретам в полный рост Валери Сьюзен Мьюкс. Картины созданы американским художником Джеймсом Уистлером.

## Модель
Валери Сьюзен Мье (урождённая Лэнгдон, 1847—1910) была викторианской светской львицей и женой лондонского пивовара сэра Генри Мье. Утверждала, что была актрисой, но, видимо, выступала на сцене только один сезон. Считается, что она встретила сэра Генри в Casino de Venise в Холберне, где работала барменшей и проституткой, играющей на банджо, под именем Val Reece.
Джеймс Уистлер, который обанкротился после судебного процесса в 1879 году с Джоном Рёскиным, нуждался в деньгах. После суда стоимость его картин сильно снизилась.

## Аранжировка в черном № 5: портрет леди Мье
В 1881 году леди Мье предложила Уистлеру первую значительную комиссию за картину его после банкротства. Её портрет в полный рост, известный как Аранжировка в черном № 5: портрет леди Мье, теперь находится в музее искусств Гонолулу.
На картине она изображена одетой в чёрное платье и длинную белую шубу, с бриллиантовой тиарой, бриллиантовым колье и бриллиантовым браслетом. По сообщениям, картина получила высокую оценку Эдуарда VII (тогда принца Уэльского) и принцессы Александры, видевшие её в мастерской художника. Картина также экспонировалась в парижском салоне 1882 года, где была положительно принята.

## Гармония в розовом и сером: портрет леди Мье
Уистлер написал второй портрет леди Мье в 1881 году под названием «Гармония в розовом и сером: портрет леди Мье». Картина хранится в коллекции Фрика в Нью-Йорке. На этом портрете Мье стоит на сцене стоит перед розовато-серым занавесом, что явно указывает на её предполагаемую сценическую карьеру. На ней светло-серое платье, отделанное розовым атласом. Эмблема бабочки, которую Уистлер использовал в качестве подписи, находится на правой стороне картины чуть ниже середины.

## Портрет леди Мье в мехах
Третья картина, известная как «Портрет леди Ме в мехах», также была начата в 1881 году. Но этот холст был, вероятно, разрушен художником в споре с няней, однако его фотография существует в архиве Уистлера в университете Глазго, в Шотландии.
И картина Гармония в розовом и сером, и разрушенная картина принадлежат к серии «черных портретов» — картин, выполненных Уистлером на разных этапах его карьеры в палитре, в которой доминирует чёрный.

## Дополнительные изображения

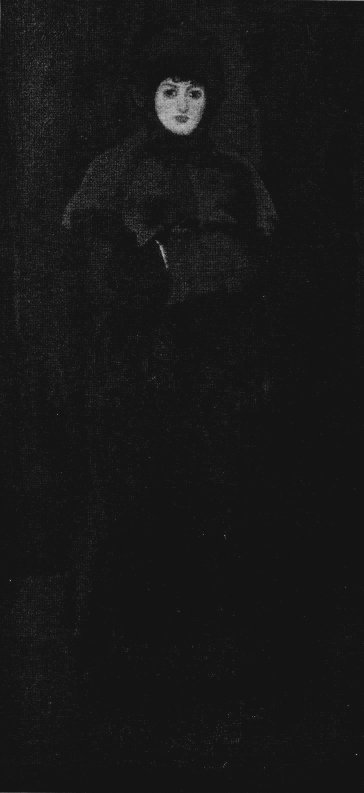
Портрет леди Мье в мехах, фотография утраченной картины
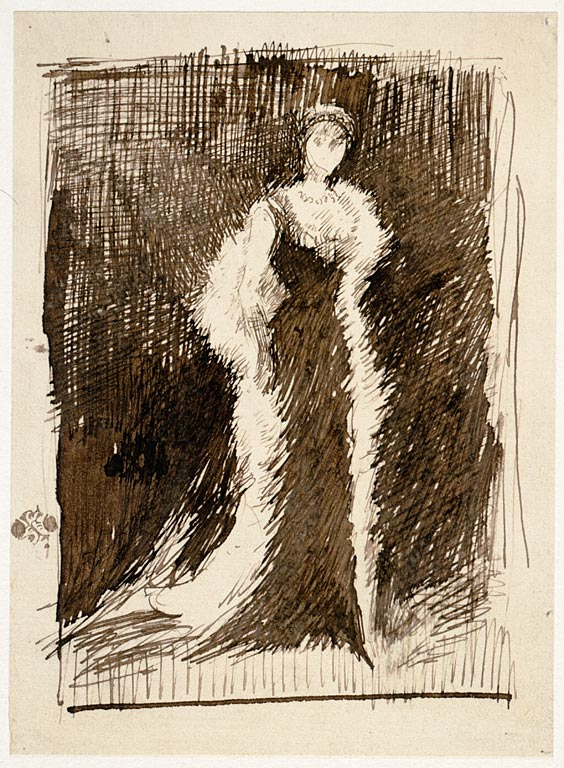
Аранжировка в черном, № 5: портрет леди Мье, рисунок коричневыми чернилами Джеймса Уистлера, ок. 1881